# Duwek Buter
Duwek Buter is een bestuurslaag in het regentschap Bangkalan van de provincie Oost-Java, Indonesië. Duwek Buter telt 1786 inwoners (volkstelling 2010).